# Aventino Zamboni
Aventino Zamboni (Sasso Marconi, 25 febbraio 1907 – ...) è stato un calciatore e allenatore di calcio italiano, di ruolo difensore.

## Carriera

### Giocatore
Dal 1931 al 1935 disputa quattro campionati di Prima Divisione con la maglia della Salernitana per un totale di 72 presenze ed un gol.
Nel 1935 passa al Messina dove disputa tre campionati di Serie B per un totale di 75 presenze.

### Allenatore
Nella stagione 1951-1952 ha allenato il Varese in Serie C.

## Palmarès

### Giocatore

#### Competizioni nazionali
- Serie C: 1

Varese: 1939-1940 (girone C)